# Jean-Jacques Crenca
Jean-Jacques Crenca (Marmande, 3 aprile 1969) è un ex rugbista a 15 e allenatore di rugby a 15 francese, dal 2008 tecnico degli avanti dell'Agen.

## Biografia
Nativo di Marmande (Lot e Garonna), Crenca si dedicò inizialmente al rugby XIII, per passare in un secondo momento al XV, nel club cittadino.
Nel 1993 fu ingaggiato dalla squadra del capoluogo, l'Agen, con cui divenne professionista; con il club biancoblu Crenca giunse fino alla finale di campionato e di Challenge Cup.
Esordiente in Nazionale francese nel 1996 (contro il Sudafrica), prese parte ai Sei Nazioni dal 2002 al 2004, vincendo il primo e l'ultimo a cui partecipò, entrambi con il Grande Slam.
Con la Francia si piazzò, infine, quarto alla Coppa del Mondo di rugby 2003 in Australia.
Cessata l'attività agonistica nel 2007, Crenca divenne in pianta stabile allenatore degli avanti del Tolone, incarico che ivi già ricopriva nell'ultima stagione da giocatore.
Nell'ottobre del 2008, dopo una serie di sconfitte della squadra, fu tuttavia esonerato, nell'impossibilità, secondo la dirigenza del Tolone, «di esonerare troppi giocatori della mischia che non hanno dato una prestazione soddisfacente»; dopo l'esonero è il ritorno all'Agen e l'impiego con analogo incarico.